# Ratpenat del bambú pigmeu
El ratpenat del bambú pigmeu (Tylonycteris pygmaeus) és una espècie de ratpenat de la família dels vespertiliònids. És endèmic de la Xina.

## Descripció

### Dimensions
És un ratpenat de petites dimensions, amb una llargada del cap i el cos de 28,8–34 mm, la llargada de l'avantbraç de 23,9–25,6 mm, la llargada de la cua de 23,5–27,7 mm, la llargada del peu de 3,8–4,9 mm, la llargada de les orelles de 5,1-6,2 mm i un pes de fins a 3,5 g.

### Aspecte
El cos i el cap estan aplanats. Les parts dorsals són vermelles amb reflexos negrencs brillants al dors, el mentó, la gola i els costats del coll són grisencs, mentre el pit i l'abdomen són negrencs. El musell és ample i puntegut. Les orelles són triangulars, ben separades entre si, amb les vores negres-blavoses i l'extremitat arrodonida. Les membranes alars són negrenques i s'acoblen posteriorment als turmells. Hi ha coixinets adhesius allargats i rectangulars a la base dels polzes i en forma de ventall a les plantes dels peus. La cua és llarga i inclosa completament a l'ample uropatagi.

## Biologia

### Comportament
Es refugia entre les canyes de bambú.

### Alimentació
S'alimenta d'insectes.

## Distribució i hàbitat
Aquesta espècie és coneguda només en una localitat a la província xinesa meridional de Yunnan.

## Estat de conservació
Com que fou descoberta fa poc temps, l'estat de conservació d'aquesta espècie encara no ha estat avaluat formalment.